# ウニオン・サンジョアンEC
ウニオン・サンジョアンEC (ポルトガル語: União São João Esporte Clube) は、ブラジル・サンパウロ州・アララスに本拠地を置くサッカークラブである。2013シーズンはカンピオナート・パウリスタ・セリエA3（3部に相当）に所属。
1981年1月14日創設。1988年に初めてカンピオナート・パウリスタ・セリエA1に昇格した。カンピオナート・ブラジレイロにおいても、1990年代の数年間は、セリエAに所属した経験がある。
元ブラジル代表の左サイドバック、ロベルト・カルロスが、このクラブでプロとしてのキャリアを始めた事でも知られる。

## タイトル

### 国内タイトル
- カンピオナート・ブラジレイロ・セリエB : 1回
  - 1996
- カンピオナート・ブラジレイロ・セリエC : 1回
  - 1988
- カンピオナート・パウリスタ2部 : 1回
  - 1987

### 国際タイトル
なし

## 歴代監督
- ジョアン・カルロス 1999
- パウリーニョ・マクラーレン 2012, 2014

## 歴代所属選手
- エデル
- カターニャ 1992-1993
- ロベルト・カルロス
- レオ
- ハマゾッチ 2009